# Rick Grimes
Rick Grimes és un personatge de la sèrie de televisió AMC The Walking Dead i un personatge de dibuixos animats de The Walking Dead. A la sèrie de televisió és interpretat per Andrew Lincoln. El lloc web d'IGN ha situat Rick Grimes en la 26a posició del rànquing dels cent herois més grans de la història del còmic, després de Hellboy. És un dels sis personatges que participen en el creuament entre The Walking Dead i el seu derivat, Fear the Walking Dead.
Rick Grimes és un sheriff adjunt; al còmic resideix a Cynthiana, Kentucky, mentre que en la transposició televisiva opera al comtat de King, prop d'Atlanta, a l'estat de Geòrgia. Està casat amb Lori Grimes, amb qui va tenir un fill anomenat Carl Grimes i una filla anomenada Judith, aquesta última probablement fruit d'una relació de consentiment amb el seu amic Shane Walsh quan es va presumir mort el sheriff.
Després d'haver estat afusellat de guàrdia, cau en un coma del qual es desperta dos mesos després en un món postapocalíptic. Després de conèixer dos supervivents i adonar-se que la seva família encara és viva, anirà a buscar-los.

## Còmic

### Primeres trames (2003-2004)
Abans de l'apocalipsi zombi, Rick era oficial de policia a la petita ciutat de Cynthiana, Kentucky. Mentre estava en un tiroteig contra un condemnat fugit amb la seva parella i el seu millor amic, Shane Walsh, Rick és ferit i posteriorment es desperta del coma un temps després. Després que Duane Jones confongui Rick amb un zombi i li pegui el cap amb una pala, el pare de Duane, Morgan Jones, acull Rick i l'informa del que es va desenvolupar durant el seu coma. A la recerca de la seva dona, Lori, i el seu fill, Carl, Rick es dirigeix a Atlanta, on es diu que la gent va ser presa per protecció. En Rick es queda sense gasolina i s'atura a una granja. Rick troba els propietaris que s'han suïcidat. Rick tira fora i busca el seu graner on troba un cavall. En arribar, Rick és rescatat d'un gran grup de caminants per un company supervivent anomenat Glenn Rhee, que el porta a un campament on Rick es reuneix amb la seva dona Lori i el seu fill Carl, així com Shane. La tensió entre Rick i Shane pel lideratge del grup i els afectes de Lori es redueixen en un enfrontament que acaba amb Carl disparant a Shane per protegir el seu pare. Després, Rick condueix el grup lluny d'Atlanta, intentant trobar refugi i refugi per als no-morts. El primer pla d'assentament de Rick demostra ser desastrós, ja que la comunitat planificada abandonada que creia que era segura es troba infestada de zombis, resultant en la mort d'un dels seus propis. Lori Grimes, l'esposa de Rick, admet vergonyosament a Rick que està embarassada (probablement amb el bebè de Shane), però Rick planeja cuidar-lo. Carl Grimes, el fill de Rick, és disparat accidentalment a l'esquena per un home anomenat Otis, que escorta a Rick i a un altre supervivent, Tyreese, membre recent del grup de Rick a la granja d'Hershel Greene i la seva família. El grup es queda allí durant un breu període abans que Rick sigui detingut a punta de pistola per Hershel i obligat a marxar. Mentre estaven de nou a la carretera, altres dos membres dels supervivents descobreixen una presó, on tothom busca refugi i s'estableix.

## Arc de la presó (2004-2008)
Rick i el grup s'instal·len a la presó on es troben amb els ex reclusos que no havien aconseguit fugir. Rick i Dale Horvath aviat decideixen que és millor comptar amb tanta gent com sigui possible en el seu nou assentament i decideixen convèncer Hershel i la seva família de deixar la granja i unir-se a ell a la presó, ja que la granja es fa cada vegada més precària. El concepte del grup de que la presó és un refugi segur disminueix ràpidament quan Rick i Tyreese troben la filla de Tyreese, Julie, morta a trets en un pacte suïcida amb el seu xicot, que continuava viu. Sorprenentment, Julie es reanima com a vagabunda, cosa que provoca la revelació que tothom està infectat amb el misteriós virus, independentment de que sigui mossegat o no. Després d'aquest esdeveniment, els interns intenten assimilar-se amb el grup de Rick amb resultats majoritàriament desastrosos. Això condueix a Rick al seu primer assassinat, el del pres Dexter, durant un conflicte armat amb els altres reclusos. Setmanes després del seu conflicte amb els presoners, Rick, Glenn i la misteriosa dona Katonne, Michonne, busquen un helicòpter estavellat proper que els condueix a la ciutat de Woodbury, Geòrgia. A la ciutat es troben amb un home anomenat El Governador, que lidera Woodbury mitjançant una manipulació, astúcia i crueltat extremes. Enganyat per la pseudohospitalitat del Governador, com la majoria dels habitants de Woodbury, Rick en última instància té la mà dreta tallada per intentar que reveli la ubicació de la presó. Quan el governador veu que Rick no renunciarà mai a la seva família, decideix torturar tant a Glenn com a Michonne, però de nou no troba la ubicació de la presó. Rick s'escapa de la ciutat amb el seu grup i nova aliada de Woodbury, Alice Warren, després que Michonne exigeixi la seva venjança a The Governor, mentre el tortura i el mutilen. Rick es retroba feliçment amb la seva família després de la seva captivitat a Woodbury. Alice també comença a actualitzar Lori en el seu embaràs. Alice lliura al bebè de Lori, a qui la família Grimes pren el nom de "Judith". No obstant això, la seva felicitat és efímera quan el governador, ara horriblement desfigurat, troba la presó i captura Tyreese i Michonne. Manipula els seus seguidors per creure que el grup de Rick són merdadors. Durant l'assalt final a la presó, Tyreese és executat davant del grup com un acte de força per atraure el grup de la presó, i ambdues parts sofreixen pèrdues importants. Lori i Judith són assassinades mentre intenten escapar.

### Post-presó (2008-2009)
Carl s'enfada per Rick, reclamant-li la responsabilitat de les seves pèrdues. Rick també comença a patir al·lucinacions de la seva dona. Els supervivents de l'assalt a la presó - Rick, Michonne i Carl - tornen a la granja d'Hershel on es reuneixen amb la resta del grup penitenciari que va marxar abans de l'assalt. Coneixen un nou grup de supervivents que es troben en una missió a Washington DC, que consisteix en Abraham Ford (el líder), Eugene Porter (un home que afirma tenir coneixements sobre la cura, que sol·licitava anar a DC) i Rosita Espinosa (xicota d'Abraham). En el viatge a DC, el grup s’enfronta a moltes amenaces. Mentre Rick i Abraham porten la interestatal a la ciutat natal de Rick, s'enfronten a un grup de merdadors que els mantenen a punta de pistola, mentre s'intenta agredir sexualment Carl. Rick, vençut de ràbia, mossega una de les vetes jugulars dels bandolers, que distreu els altres bandits. Abraham dispara al bandoler que el sosté a punta de pistola i consola a Carl mentre Rick procedeix a apunyalar el bandit que queda. Rick es retroba més tard amb Morgan a la seva ciutat natal, que ha perdut el seny després de la mort del seu fill. Rick, Abraham, Carl i Morgan es troben amb una gran horda que els segueix al campament dels supervivents. Més tard, després de patir diverses pèrdues, el grup es troba amb un predicador anomenat Gabriel Stokes i s'enfronta a un grup canibal de caçadors.

### Alexandria (2009-2011)
De camí a la capital, descobreixen que la seva missió és falsa ja que Eugene Porter els ha mentit sobre la cura. Decideixen continuar cap a D.C. a causa de la seva proximitat i descobreixen que la capital està tan infestada com les altres ciutats importants. No obstant això, malgrat aquests retrocessos, Aaron els recluta per romandre en un municipi aïllat i segur als afores de Washington DC, anomenat Alexandria Safe-Zone. Cada persona intenta trobar una aparença de vida real, però Rick no confia en el líder de la ciutat, l'exdelegat dels Estats Units Douglas Monroe. Rick aviat es converteix en l'agent de la zona segura, intentant mantenir la pau a la ciutat, però finalment es veu obligat a matar Peter Anderson, un home que maltractava la seva dona i el seu fill i aviat va assassinar Regina Monroe, l'esposa de Douglas, durant un intent d'assassinat a la vida de Rick. Després d’haver passat tantes coses des de la presó, lentament comença a reprendre més funcions de lideratge fins que finalment Rick assumeix el lideratge de la zona segura d’Alexandria, després que Douglas aviat es trobi perdent el control de la vida i la seva posició de lideratge agreujant-se com a resultat de això. La ciutat es posa en perill després que l'atac d'un grup de carronyers atregui una horda de caminants propera que trenca ràpidament les muralles defensives de la ciutat. Morgan i Jessie són dues de les víctimes en dificultats de la situació. Mentre els supervivents lluiten per la seva vida, diverses persones moren i el fill de Rick és greument ferit per un tret al cap. Utilitzant la força combinada de tots els que queden a la comunitat, els supervivents defensen l’horda i Rick tendeix a Carl, la condició de la qual és molt greu. Després de l'atac, però, Rick conclou que es pot vèncer als no-morts si els supervivents deixen de banda les seves diferències i treballen junts. Rick esmenta que aquesta és la primera vegada en molt de temps que té esperança per al futur. La mentalitat de Rick sobre la supervivència canvia i desenvolupa gradualment una visió optimista sobre la comunitat i el seu veritable potencial. Més tard, Carl es desperta del seu coma, inicialment amb una amnèsia menor. Rick es preocupa perquè el fill que coneixia hagi desaparegut, ja que no mostra cap dolor per la pèrdua de Lori. Posteriorment es forma una petita insurrecció, però la situació es desaprofita sense vessament de sang i Rick perdona els transgressors. Rick i Andrea continuen relacionant-se i sentint-se molt propers a Carl en coma. Andrea desenvolupa sentiments per Rick. No obstant això, Rick resisteix per por al que li pugui passar en cas de la seva mort.

### Comunitats en xarxa (2011-2012)
Paul Monroe, ambaixador d'una comunitat de dos-cents supervivents anomenada Hilltop Colony, visita Alexandria per iniciar una xarxa comercial amb la comunitat de Rick. Després d'una certa desconfiança, Rick accepta anar a la colònia Hilltop i inicia la xarxa comercial. Al cim, Paul Monroe admet que la colònia de la cimera té enemics. Els parla del famós Negan, que alguns especulen que ni tan sols poden ser una persona. El grup coneix els Saviors, la comunitat rival dels Hilltop, que els terroritza freqüentment i amenacen de fer malbé la seva comunitat si no se’ls porta la meitat dels subministraments. Rick accepta desactivar el seu conflicte a canvi de la meitat dels seus subministraments. El grup de Rick és emboscat per un grup dels Salvadors després de deixar la Colònia Hilltop. El grup de Rick pren represàlies i els mata. Envia l’únic supervivent de tornada a Negan amb una advertència que deixi de terroritzar els residents del turó i que Negan i els seus poden pagar-los la meitat de tot el que tenen a canvi de la seva protecció. Rick i Andrea tornen a la zona segura per descobrir que Abraham ha estat assassinat i que Eugene està pres com a ostatge. Els residents de la zona segura descobreixen que els salvadors estan fora de les muralles i responen ràpidament matant-los. Rick i diversos altres, inclosos Glenn i Maggie, decideixen tornar a la colònia Hilltop, on Glenn i Maggie tenen previst viure. No obstant això, Negan fa la seva aparició als supervivents envoltats dels seus homes, burlant-se dels supervivents abans de matar brutalment a Glenn. Rick i els altres ho observen horroritzats i Maggie i Sophia més tard abandonen Rick per anar al cim. Ara, adonant-se de tota la magnitud de l'exèrcit de Negan, Rick cedeix intencionadament, permetent a Negan agafar tots els subministraments d'Alexandria.

### Guerra contra Negan (2012-2014)
Rick continua en conflicte amb Negan i els Salvador. Carl revela al seu pare que els salvadors viuen en una fàbrica. Paul Monroe li diu a Rick que haurien de veure el rei Ezequiel, el líder del Regne. Ezekiel, resident a un institut, saluda Paul Monroe i dona la benvinguda a Rick a la seva comunitat. Accepta treballar amb Rick i explica que té un altre visitant, Dwight, un Salvador que treballa secretament contra Negan. Rick, inicialment enfadat amb l'aparició de Dwight, finalment forma una aliança amb ell, però segueix desconfiant de si confiar o no en Dwight. Durant la guerra, la Zona Segura d'Alexandria, el Regne i el Santuari pateixen moltes pèrdues. Rick rescata Andrea i Carl quan la zona segura d'Alexandria és bombardejada pels Salvador. Maggie, ara líder de facto de la colònia Hilltop, reub0ica els residents al Hilltop, on s'uneixen les tres comunitats. Negan arriba a la colònia Hilltop mentre els salvadors trenquen les portes del davant i pul·lulen la comunitat. Rick ordena als supervivents que obrin foc, destruint el camió que va esclatar i va matar diversos salvadors en el procés. Durant el tiroteig, Rick pren a Nicholas i Aaron a boxar als atacants. Mentre es cobreixen, Rick sense saber-ho es deixa vulnerable per darrere. Negan, que se separa dels altres Salvador amb Dwight, troba a Rick a poca distància i li exigeix que Dwight li dispari amb la seva ballesta infectada. Dwight mostra certes vacil·lacions, però finalment es veu obligat a disparar a Rick. Una fletxa travessa el costat de Rick, fent-lo caure, però es revela que les lleialtats de Dwight són del costat de Rick, ja que no ha sucumbit a la infecció. S'enfronta a Negan, mostrant la seva perspectiva, i Negan entén finalment la visió de Rick de reconstruir la societat. En resposta, Rick es talla la gola de Negan abans que Negan es trenqui la cama. Negan desapareix, abans que un metge el salvi. Rick opta per empresonar Negan, creient que observar el creixement de la civilització des de darrere d'una cel·la és un càstig millor que matar-lo. Dwight pren el relleu com a líder dels Salvador, donant suport a Rick i la guerra es guanya.

## Sèrie de televisió

### Passat
Rick va néixer el 1973 i va créixer a Geòrgia, a prop d'Atlanta. Va créixer al costat del seu amic més proper Shane Walsh, on els dos van desenvolupar un fort vincle fins al punt que la parella va arribar a considerar-se "germans". Rick i Shane van estudiar junts a la Universitat Central de Geòrgia, i Rick es va graduar el 14 de juny de 1994 amb una llicenciatura en justícia penal. Després, tots dos van ser empleats com a adjunts al departament del xèrif del comtat de King, amb Shane assignat com a soci. Quan era adult jove, Rick va conèixer més tard una dona anomenada Lori, on els dos finalment es van enamorar i es van casar, on junts van tenir un fill anomenat Carl. Amb el temps, però, el matrimoni de Rick i Lori es va fer cada cop més tens a causa de que Rick es va distanciar constantment d'ella, ja que en general va dubtar a expressar el seu sentiment respecte als seus problemes matrimonials i, per tant, Rick va optar per absorbir-se a través del seu treball.

### Primera temporada
Rick durant una passejada de patrulla amb Shane, es troba involucrat en un tiroteig amb sospitosos armats i perillosos, on queda greument ferit i acaba en coma. Aproximadament un mes després es desperta a un hospital i el deixa enrere. Confús, feble i deshidratat, se'n va cap a casa per trobar que el seu fill i la seva dona no hi són. Rick és trobat per Morgan Jones i el seu fill, el seu fill, que els revelen el que va passar al món i als zombis, Morgan diu que vol dirigir-se a Atlanta perquè és un lloc segur. Al matí, Rick explica que la seva família és viva perquè van fer fotos i coses de la família. Rick agafa les armes de l'estació on va treballar-la saluda Morgan perquè vol arribar després d'Atlanta. Rick es queda sense combustible i agafa un cavall per continuar cap a Atlanta.
En arribar a Atlanta, Rick descobreix que la ciutat està dirigida per zombis. Allà per escapar dels zombis es refugiarà dins d'un tanc. Sentit condemnat, just abans de disparar-se al cap, un noi asiàtic anomenat Glenn l'ajudarà a sortir dels zombis. Allà coneixerà un grup de supervivents que han vingut a la ciutat a la recerca de subministraments. Rick els ajudarà a sortir de la ciutat, però en la fugida T-Dog perdrà les claus de les manilles de Rick amb les quals havia lligat el criminal Merle Dixon, que amb les seves maneres violentes havia posat en perill el grup. En arribar al campament dels supervivents en una pedrera fora de la ciutat, troba amb sorpresa per a la seva família que havia estat rescatada per Shane. Coneix el germà petit de Merle Daryl Dixon, Rick decideix ajudar-lo juntament amb T-Dog i Glenn a salvar Merle. En arribar a la ciutat descobreixen que Merle li va tallar la mà per fugir. Rick i els altres el busquen mentre ho fan, Glenn és segrestat pels déus desconeguts. Rick, Daryl i T-Dog entren violentament disposats a matar a tothom, però després descobreixen que realment eren persones que ajudaven els Elders, Rick els dona la meitat de les armes i porten a Glenn de tornada. Rick i els altres es veuen obligats a tornar enrere mentre es recollia el vehicle que feien servir per arribar-hi, potser era Merle. De tornada al campament, aconsegueixen salvar part del grup d'un atac de zombis, els supervivents es dirigeixen cap als CDC. Quan estaven a punt de ser atacats per zombis, les portes blindades del centre s'obren. Aquí coneixeran el doctor Jenner que li revelarà a Rick (ara líder del grup a costa del seu amic Shane) alguna cosa terrible. Jenner dispara el dispositiu d'autodestrucció del centre, convençut que la mort és l'única manera d'escapar d'aquest món ara perdut, obligant així el grup a estavellar-se i dirigir-se cap a Fort-Benning.

### Segona temporada
De camí a Fort-Benning, Rick i els altres supervivents s'aturen en el camí per aconseguir subministraments. Però un ramat de zombis els obliga a amagar-se i quan dos dels zombis troben Sophia, Rick els persegueix per salvar la nena. Així que l'arriba i l'ajuda a amagar-se mentre va a matar els dos zombis. Quan torna a ella, es troba que la nena s'ha anat. Rick juntament amb els supervivents busquen Sophia al bosc, però sense èxit. Durant els seus escorcolls, troben una església atreta pel soroll de les campanes. Entrant a l'església només troben tres zombis asseguts als bancs, Rick en matarà un. En sortir de l'església, Rick demanarà a Déu un senyal d'esperança.
Durant la recerca, Shane, Rick i el petit Carl s'aturen per observar un cérvol, cosa que Rick interpreta com un signe d'esperança, només per canviar d'opinió quan el petit Carl és ferit per una bala dirigida al cérvol, disparada per Otis. Rick porta el seu fill gairebé mortalment ferit a la granja de Hershel dirigida per Otis. Fins que Carl no es recuperi, Rick també tindrà moltes transfusions de sang arriscant la seva vida. Després que Carl es recuperi, Rick organitzarà la recerca de Sophia.
Rick i els altres acamparan just a l'exterior de la granja, al costat d'un graner infestat de zombis (que Hershel creia que es podria curar). Rick tindrà algunes baralles menors amb Hershel a mesura que passin els dies, ja que el sheriff demana a Hershel que netegi el graner i aquest sempre li va dir que quan Sophia es troba i Carl es recupera completament, Rick i el seu grup haurien d'haver anat. Durant la investigació de Sophia, Rick descobrirà que Lori espera un bebè i que ella va intentar avortar, ell li demanarà una explicació i ella confessarà que quan va creure que estava mort va tenir una aventura amb Shane i que ell està era una persona perillosa, però Rick ja ho sabia tot i havia perdonat la seva dona, suplicant-li que no avortés i que mantingués el bebè. Quan Hershel estava a punt de ser convençut per Rick, Shane i altres membres del grup obren les portes del graner i, davant els ulls incrèduls d'Hershel i la seva família, maten tots els zombis. Però, finalment, la petita Sophia sortirà, es convertirà en un zombi i davant la sorpresa de tots, Rick li dispararà un cop al cap.
Rick acompanyat de Glenn va al bar del poble per portar Hershel de nou a la granja en estat de xoc, on els tres es troben amb altres supervivents de Filadèlfia. Espantat d'aquest grup i del que podrien fer, Rick matarà aquests nois. Els trets atrauran els zombis i en la fugida, Rick salvarà Randall (un noi de l'altre grup). Rick i Shane, després de la recuperació de Randall, l'allunyaran de la granja i aquí afloraran els mals ànims dels dos, descontents a causa del retorn de Rick després del coma, que ha impedit a Shane qualsevol possibilitat de quedar-se amb Lori. Shane intenta matar-lo amb una clau anglesa, però això desperta els zombis que hi havia a l'interior de l'edifici. Rick, malgrat tot, salvarà la vida de Shane i, adonant-se que no poden deixar Randall per menjar pels zombis, el tornaran a la granja.
Després de perdre Dale Horvath després d'un atac d'un zombi, que va arribar molt a prop de la granja, Shane primer allibera Randall de la captivitat i després el mata a sang freda trencant-li el coll. A continuació, menteix a la resta del grup informant que Randall havia aconseguit fugir d'ell, amb l'excusa d'anar darrere d'ell per trobar-se sol amb Rick. El xèrif, però, aconsegueix endevinar el seu pla i, adonant-se que el seu amic ja havia emprès una carretera sense retorn, es veu així obligat a matar-lo; Rick és més tard rescatat per Carl, que finalment enderroca un vagabund Shane. Quan els dos tornen a la granja, una horda de zombis s'estavella sobre ella, atrets per l'helicòpter que Rick havia vist inicialment i el tret amb què Carl va abatre Shane. Part del grup sobreviurà i es reunirà a la carretera. Tornen a Fort Benning i, de camí, Rick confessarà a tothom que va matar Shane i revelarà el secret de Jenner, que és que fins i tot si mors per causes naturals et converteixes en un zombi, ja que tothom està infectat, rebent nombrosos per això. crítiques; ja no hi ha lloc per a les pors i les incerteses per a l'antic alguacil. En decidir assumir les coses a les seves mans, dirà al grup que a partir d'ara ja no hi haurà democràcia, sinó que només ell serà el responsable, deixant lliures els que volguessin marxar. Finalment, es pot veure una presó enorme a la llunyania.

### Tercera temporada
Rick passa tot l'hivern amb el grup amb l'esperança de trobar un lloc per establir-se, ara que el naixement de Lori és imminent. Durant una gira de patrulla, ell i Daryl ensopeguen amb una presó i el sheriff s'adona que el lloc pot representar realment la salvació: les tanques i les parets mantindrien allunyats els viatgers. Juntament amb els altres, lluita amb tots els recursos per netejar els morts de la presó, però les conseqüències no es fan esperar: Hershel es mossega a la cama i Rick, per salvar el pagès gran, es veu obligat a amputar-lo amb una destral. El procés de maduració de Rick es revela quan ell i el grup s'enfronten a alguns supervivents de la presó, tots ells ex reclusos. Tomas, el líder dels interns, demostra immediatament que no vol que el grup estigui present a la seva presó i, si el vell Rick va intentar negociar, la nova versió no se li demanarà dues vegades quan hagi de matar Tomas amb fred. sang, aixafant-lo amb un matxet al cap.
Aquest costat fosc de Rick és més marcat quan, després d'un atac a la presó d'un ramat de vagabunds en què mor T-Dog per salvar Carol, Lori també perd la vida per donar a llum al nen per una cesària crua. La pèrdua de la seva dona és un cop devastador per a Rick, sobretot perquè no hi havia manera de reconciliar-se després de l'assassinat de Shane mesos abans. A partir d'aleshores Rick caurà en una espiral cada vegada més fosca, en la qual la seva ment li jugarà trucs tot el temps: es queda atrapat per diverses trucades al telèfon, però quan agafa el receptor s'adona que és Lori qui és parlant amb ell, la seva manera de dir a la seva dona que encara l'estimava, una oportunitat desesperada per confessar que no havia pogut mantenir a ella i a tothom a salvo.
La ruptura psicològica de Rick, però, arriba en el pitjor moment: Michonne, l'espadachina negra que havia passat l'hivern amb Andrea, arriba a la presó i revela l'amenaça de Philip Blake, "el governador" al capdavant de Woodbury, un lloc a la qual Glenn i Maggie havien estat presos com a ostatges, sortint a buscar subministraments per a la recent nascuda Judith. Rick i alguns dels seus homes van a Woodbury per salvar-los, però fins i tot enmig del tiroteig que va esclatar després de la fugida de Glenn i Maggie, continua al·lucinant: aquesta vegada és Shane qui apareix davant dels seus ulls, desconcertant-lo. De tornada a la presó, Rick s'adona que la guerra amb el governador acabava de començar, però també s'adona que ja no té homes: T-Dog era mort i ara Daryl també havia abandonat el grup per seguir al seu germà Merle, trobat a Woodbury, l'autor del segrest de Glenn i Maggie i que com a tal difícilment hauria estat acceptat amb ells a la presó; a més, també havia expulsat el grup Tyreese, que havia vingut a la presó a buscar refugi. Rick continua amb el seu deliri, veient a Lori a tot arreu, l'encarnació del seu sentiment de culpabilitat, però no hi ha treva i el governador torna a la càrrega d'atac a la presó, envaint el camp de nou amb els vagabunds transportats allà amb una furgoneta. Rick està acorralat per aquest nou atac zombi avançat pel governador, però és el retorn oportú de Daryl i Merle el que el salva, cosa que permetrà que el més gran de Dixon es quedi a la presó.
Per tant, el grup es veu obligat a barricar-se a la presó i, després de Daryl, Rick és testimoni d'un nou retorn: Andrea, que havia trobat refugi a Woodbury, també havia après que els seus amics eren allà. Rick la dona freda benvinguda, sabent que s'havia convertit en íntima amb el governador, i rebutja la seva proposta de viure amb ells a Woodbury, insistint que l'única manera era matar el governador. En aquest sentit, Rick, juntament amb Michonne i Carl, torna a la seva ciutat natal per recuperar les armes a la comissaria on treballava, però descobreix que algú se les havia endut abans que ell: Morgan Jones, qui l'havia salvat després de ser despertat. d'un coma, havia caigut en una bogeria total després que el seu fill Dwayne també havia mort i s'havia convertit en un vagabund, declarant que la seva única missió restant era netejar el món dels vagabunds, rebutjant la invitació per unir-se al grup a la presó. Mirant la bogeria en què havia caigut Morgan, Rick s'adona que l'única manera de no acabar així era aixecar-se i recuperar-se i, tan aviat com sigui possible, perquè la guerra entre la presó i Woodbury tocava a la porta.
Andrea organitza una reunió entre Rick i el governador, amb l'esperança de trobar un acord comú i evitar més vessaments de sang. El governador, però, dicta les condicions: vol Michonne, l'assassina de la seva filla (fins i tot si la nena s'havia convertit en vagabunda); Rick torna a la presó i demana consell a Hershel, amb qui està d'acord que Michonne s'havia guanyat el seu lloc amb ells ajudant en innombrables ocasions i que, fins i tot si l'haguessin lliurat, el governador hauria pogut trencar el tracte i matar-los fàcilment tot. Rick roman estripat durant molt de temps per prendre una decisió, sospesant realment la possibilitat que si renunciés a Michonne, el governador els deixés sols; però encara és Lori qui el fa canviar d'opinió, li recorda que no era aquell tipus d'home, que realment mai no faria una cosa així. L'enèsima visió de la seva dona li fa entendre que era urgent fer un pas enrere, explicant al grup que no podia haver-hi una dictadura, que la democràcia era l'única manera de sobreviure mantenint-se units, perquè va ser unint-se unint-se. havia arribat fins ara, no només gràcies a ell. Per tant, Rick decideix no lliurar Michonne i votar-la: escapar de la presó i tornar a provar sort al món exterior o quedar-se i lluitar per defensar el que havien conquerit del governador.
Però Merle ja havia decidit lliurar Michonne al governador, sabent que Rick, l'home que havia tornat a buscar-lo en aquell terrat d'Atlanta, no ho faria mai. Tanmateix, Dixon decideix canviar de pla a meitat del camí, alliberant Michonne i llançant-se en un atac solitari contra el governador: l'acció no té èxit, molts homes del senyor de Woodbury són assassinats per Merle, però finalment aquest és capturat i mort. El governador interpreta les accions de Merle com un senyal de guerra i decideix organitzar el setge de la presó de Woodbury. L'exèrcit arriba a la presó, però la troba buida ja que Rick havia decidit junt amb els altres organitzar una emboscada per al governador, una acció que té èxit i que obliga la gent de Woodbury a retirar-se. Durant l'atac, Carl topa amb un noi que intentava escapar i, tot i la seva rendició, el mata a sang freda; Rick demana explicacions al seu fill, però aquest respon que per sobreviure havíeu de seguir una sola norma: matar o us mataran. Desconcertats pel canvi radical de Carl, Rick, Daryl i Michonne decideixen acabar amb tot anant a Woodbury per matar el governador, però de camí es troben amb Karen, un antic soldat de Philip que els informa de com aquest últim gairebé va matar a tots els seus homes després d'haver fracassat en l'atac a la presó, també li van dir que Andrea havia intentat escapar de la ciutat, tot i que mai no havia arribat a la presó. Amb l'ajuda de Karen, Tyreese i la seva germana Sasha, Rick incorre en Woodbury i descobreix que Andrea estava captiva en un cobert. Malauradament, el xèrif arriba tard: Andrea ha estat tancada i lligada en una sala de tortures establerta pel governador; aquest últim va matar a trets a Milton, un home proper al governador que havia obert els ulls massa tard a la veritable naturalesa del senyor de Woodbury, llançant-lo morint a la sala amb Andrea, provocant així que es transformés i completés l'obra. L'Andrea aconsegueix alliberar-se, però Milton, ara errant, la mossega a l'espatlla, condemnant-la. Després de matar Milton, Andrea, recolzada per una plorant Michonne, decideix disparar-se al cap per no transformar-se, un acte que farà que Rick vulgui acabar amb la missió que la dona s'havia proposat: salvar els habitants de Woodbury del fúria del governador. En aquest sentit, les dones, la gent gran i els nens són traslladats a la presó, donant-los l'oportunitat de començar de nou, una opció que no comparteix un Carl ara completament corromput per aquell món en ruïnes. Mirant cap amunt, Rick s'adona que el fantasma de Lori havia desaparegut: dins d'ell havia acceptat finalment la mort de la seva dona.

### Quarta temporada
Rick decideix deixar de banda el seu paper de líder del grup per poder tornar a una aparença de vida normal a la presó amb Carl. La presó, que ara s'ha convertit en una comunitat força nombrosa, es regeix ara per les decisions del Consell (que inclou Hershel, Carol, Daryl, Glenn i Sasha). El seu objectiu és recuperar el camí del seu fill després de la mort de Lori i Andrea. Amb aquesta finalitat, Rick i Carl van instal·lar un hort i una granja de porcs al pati de la presó, rebutjant l'ús d'armes i vivint una vida pagesa, gairebé aïllant-se de la resta de la comunitat. Un dia, Rick coneix una dona que es diu Clara. Aquesta última atrau el xèrif al seu camp després de demanar-li que ingressessin a la presó amb el seu marit i, a continuació, va palpar a les palpentes per matar-lo i donar-li menjar a l'home que fa temps que s'havia passejat. Rick és testimoni impotent del suïcidi de la dona per poder finalment reunir-se amb el seu marit. La bogeria de Clara li fa entendre el camí sense retorn que ell també hauria pogut seguir després de la mort de Lori.
Rick aviat s'adona, però, que tornar a una vida normal és impossible. La comunitat carcerària està sent delmada per un virus difícil de curar sense l'assistència mèdica adequada. Rick es veu obligat a sacrificar els seus porcs per atraure els caminants de la presó i després calar foc al seu ramat, una possible font de la malaltia, i després tornar l'arma al seu fill perquè sempre es pugui defensar. Poc després, Rick, Carol, Daryl i Tyreese descobreixen els cossos sense vida de Karen i David, dos membres de la comunitat en un estat avançat de la malaltia, completament carbonitzats. Tyreese, que tenia una relació romàntica amb Karen, s'enfosa i el llança contra ell. En fred, Rick li promet que descobrirà qui va ser l'autor d'aquest assassinat. Matar-los es revela que era una persona molt propera a ell: Carol. Rick decideix no revelar el secret, sinó anar a fer un reconeixement amb ella. Després de descobrir també que Carol ensenyava als nens de la presó a utilitzar armes per lluitar contra els caminants en lloc de llegir i escriure, Rick decideix exiliar-la de la presó, ja que la dona no havia mostrat cap remordiment per les seves accions, justificant-se dient que ho havia fet. aquest delicte per evitar que la infecció es propagui encara més. De tornada a la presó, Rick informa a Hershel, Maggie i Daryl del que havia fet. Mentrestant, la situació dels malalts és cada vegada més urgent: Daryl, Michonne, Bob i Tyreese han anat a la facultat veterinària a buscar medicaments, mentre que Hershel intenta guanyar el màxim de temps possible abans de la seva arribada aprofitant els seus coneixements mèdics. Al mateix temps, els caminants es van precipitar massivament cap a les tanques, aconseguint obrir un passatge. Rick és l'únic home que guarda el pati, mentre que els altres intenten mantenir la situació a l'interior dels blocs en quarantena. L'horda de caminants entra a la presó i el xèrif només pot demanar ajuda a Carl per enderrocar-los a tots. Un al costat de l'altre, pare i fill disparen als zombis que havien envaït la presó i reforcen de nou les defenses de l'edifici. El grup de Daryl torna i els malalts (inclosos Glenn i Sasha) reben medicaments.
Amb el virus derrotat, una vella amenaça toca les portes de la presó: el governador, després d'haver arrasat Woodbury i convertir-se en el líder d'un nou grup de supervivents, apareix a la presó amb un tanc i dos ostatges: Michonne i Hershel, capturat després de sortir a cremar els cossos dels que no havien derrotat el virus. El governador demana parlar amb Rick i Rick es veu obligat a tornar a assumir el paper de líder. Els dos s'enfronten i el governador li explica que a canvi de la vida d'Hershel i Michonne volia que el seu grup sortís de la presó per deixar-los lloc. Rick intenta raonar amb ell, apel·lant a la seva humanitat, explicant que podrien haver viscut junts a la presó deixant de banda el passat. El governador no hi és i davant de tots es talla la gola de Hershel amb la katana de Michonne. Ja no hi ha espai per a les paraules, entre els dos grups la batalla es desencadena amb trets; el tanc destrueix les tanques avançant cap al pati i colpejant repetidament els edificis de la presó. Rick i el Governador xoquen amb les mans nues mentre la presó és envasada per enemics i caminants. El governador guanya a Rick i, just quan està a punt de sufocar-lo, és travessat per l'espasa de Michonne, alliberat explotant el caos general. Amb ferides a tot el cos, Rick va a la recerca dels seus fills, trobant a Carl però no a Judith. Convençuts que la seva filla ha mort, Rick i Carl abandonen la presó mig destruïda completament perseguit per milers i milers de caminants.
Després de perdre la presó, Rick i Carl viatgen pel carrer a la recerca d'un lloc segur on refugiar-se. Els dos ensopeguen amb una casa abandonada i, a causa de les ferides, Rick cau en un estat catatònic durant el qual el seu fill l'ha de tenir cura. El destí dels dos pren un gir quan Michonne aconsegueix reunir-se amb ells després de seguir els seus passos un cop finalitzat l'atac del governador. Un matí, Michonne i Carl recorren el barri mentre Rick es queda a casa per descansar. No obstant això, el shérif es veu obligat a amagar-se quan un grup d'homes desagradables assalta la casa, creient que està buida. Rick aconsegueix miraculosament escapar de la casa, tot i que és vist per un membre de la banda, Tony, i es veu obligat a matar un altre, Lou, per salvar-li la vida i retrobar-se amb Michonne i Carl abans que tornin. De tornada al carrer, els tres decideixen seguir les vies del tren després de llegir un rètol que parlava de Terminus, una comunitat segura que donava la benvinguda als supervivents situats al terminal del tram ferroviari. Rick no s'adona, però, que el segueixen la banda de matons que va haver d'escapar, sent sorprès al llarg del viatge per Joe, el seu líder. De camí i després de separar-se de Beth, segrestada per un cotxe desconegut, Daryl també s'havia unit al grup de Joe, descobrint que l'home que perseguien per venjar-se de la mort de Lou era el seu amic. Daryl demana a Joe que els estalviï, però l'home decideix colpejar-lo fins a morir abans de tenir cura del grup de Rick. Dan, un membre de la colla, intenta violar Carl, desencadenant la fúria del xèrif que es torna a empènyer per sobre de la vora, mossegant-se la gola de Joe abans de tractar amb el mateix Dan, apunyalant-lo fins a agonitzar-lo. La resta de la colla, sorprès, queda aclaparat per Daryl i Michonne. L'endemà al matí, Rick confessa a Daryl que ara està disposat a fer qualsevol cosa per protegir Carl. Els quatre reprenen el seu viatge cap a Terminus, arribant finalment a la terminal de les vies. Com a precaució, Rick decideix deixar una bossa plena d'armes amagada a l'exterior i entrar al refugi per darrere. Rick i els altres fan el coneixement de Gareth i dels altres residents del lloc, que els donen la benvinguda i mostren a la resta de la comunitat. Rick s'adona, però, que alguna cosa no va bé, quan en possessió d'aquestes persones descobreix alguns objectes que pertanyien a Maggie, Hershel i Glenn. El xèrif pren com a ostatge a Alex, un membre de la comunitat, abans que Gareth se li acompanyi. El líder de Terminus intenta excusar la procedència dels objectes dels seus amics, però el grup no creu les seves paraules i Gareth ordena als franctiradors que s'amaguen als terrats que els obrin foc. Alex és assassinat per les bales i els quatre es veuen obligats a fugir per Terminus, ensopegant amb una sinistra habitació il·luminada només per la llum de les espelmes que l'envolten. La fugida s'interromp davant d'un carreró sense sortida, deixant que Rick i Michonne endevinin el pla de Gareth, que és atraure'ls fins aquell punt disparant als seus peus. Gareth ordena a Rick, Daryl, Michonne i Carl que pugin a un vagó de tren marcat amb "A" després de deixar les armes. Els quatre es veuen obligats a obeir, reunint-se amb Glenn, Maggie, Sasha i Bob, i coneixent la gent que els havia ajudat després de l'atac del governador: Abraham, Rosita, Eugene i Tara, també enganyats pels habitants de Terminus. Rick promet al seu grup que aquella gent lamentaria amargament enfadar les persones equivocades.

### Cinquena temporada
És salvat juntament amb el seu grup pels caníbals de Terminus gràcies a la intervenció de Carol, que es va infiltrar des de l'exterior. Després d'haver trencat la base dels enemics i reunir-se amb la seva filla Judith que es creia morta, la seva gent trobarà refugi a la parròquia del pare Gabriel. Gareth, el líder dels caníbals, juntament amb alguns homes havien sobreviscut a la caiguda de Terminus, capturant Bob fora de l'església i retornant-lo a Rick amb una cama devorada com a advertència. Bob mor poc després, suplicant a Rick que no perdi la seva humanitat just abans que expiri. L'exxerif no és capturat sense estar preparat per a l'amenaça; posa una trampa a Gareth envoltant-lo a ell i als altres caníbals dins de la parròquia, on són massacrats i assassinats per Rick, Abraham, Sasha i Michonne. Més tard gairebé es posa a tocar amb Abraham sobre el seu pròxim destí: Grimes volia viatjar a Atlanta per rescatar a Beth i Carol, que van ser capturats per un grapat d'antics policies que havien pres possessió de l'Hospital Grady Memorial i van establir regles estrictes i sovint brutals a l'interior. de les parets, mentre el sergent desitjava anar a Washington per trobar la cura desitjada per a la transformació en un rodamón presumit per Eugene. El grup decideix llavors separar-se amb la promesa de retrobar-se a Washington. El grup d'Abraham va a Washington, mentre que el grup de Rick va a Atlanta. Ell i Daryl aconsegueixen capturar a un dels policies del Memorial Grady, acordant un intercanvi amb el seu líder, l'oficial Dawn Lerner, a canvi de les dues dones. No obstant això, l'intercanvi fracassa quan Dawn dispara accidentalment a Beth i la mata. Daryl reacciona per impuls matant Dawn, i els altres policies, animats per la mort del seu líder incapaç, accepten una mena de treva amb el grup de Rick, deixant que les dues faccions separen els carrers sense més vessament de sang. Amb l'església ara envaïda pels caminants, el grup, després de la pèrdua, es troba de nou al carrer, reunit amb el d'Abraham després que aquest havia descobert a contracor que no hi havia cura. A això s'afegeix la sobtada mort de Tyreese a causa d'una mossegada al braç: les intervencions desesperades de Rick, Michonne i Daryl per salvar-lo amputant les extremitats no valen res.
Després d'un llarg passeig, Rick és acostat per un home anomenat Aaron. Després de la desconfiança inicial, aquesta els condueix a una comunitat segura, anomenada Alexandria, dirigida per una dona anomenada Deanna Monroe. L'instint de supervivència de Rick, però, xoca immediatament amb la insuficiència dels locals en el tracte amb el món exterior, cosa que sovint resulta en escaramusses entre els dos grups. La vida de l'ex-alguacil sembla tornar a la normalitat, ja que no ho va ser des dels seus dies de presó, quan Deanna assumeix el paper de vigilant d'Alexandria juntament amb Michonne i estableix un vincle emocional amb Jessie Anderson. Aquesta proximitat, però, es veu obstaculitzada immediatament pel marit de Jessie, Pete, un home violent que solia colpejar la seva dona. Gràcies a Carol, descobreix els abusos a què Jessie es va veure obligada i els seus salvatges instints reapareixen de nou amb força, copejant la merda de Pete i, enfadat, amenaçant els alexandrins amb una pistola, burlant-se de la seva ignorància del que el món tenia ara. esdevenir fora de les parets. Rick és colpejat per Michonne i desapareix, per no comprometre encara més la seva posició. Els residents alexandrins es reuneixen per decidir el destí de Rick, però tot plegat s'enfonsa quan Pete, encegat per l'odi i la gelosia, roba la katana de Michonne (requisada a la seva arribada) i, tot i que vol matar l'antic xerif, acaba matant a Reg Monroe, el marit de Deanna. Aquest últim, veient el seu marit morint entre els seus braços, ordena a Rick: "Fes-ho". Grimes es gira i refreda Pete amb un tret al cap, just davant dels ulls d'un sorprès Morgan, portat a Alexandria per Daryl i Aaron.

### Sisena temporada
Rick es converteix en un home cada vegada més influent entre la comunitat d'Alexandria, fins al punt que Deanna sovint confiava en ell en algunes decisions dràstiques. Tot i l'afecte que el lligava a Morgan, no està d'acord amb ell sobre la nova visió que tots dos tenien del món: Rick, de fet, era per l'instint de supervivència, brutal i despietat quan calia, mentre que Morgan estava convençut que cada vida era preciós i que no vol matar ningú, fins i tot l'individu més dolent, després de ser convertit a la doctrina de l'aikido per un home anomenat Eastman. Els dos descobreixen una pedrera envaïda per milers de caminants, bloquejada per alguns vehicles a les profunditats de la mateixa. Convençut que aquest ramat s'hauria de mantenir el més lluny possible d'Alexandria, juntament amb els seus habitants va idear un pla per dur a terme aquest projecte. El pla d'eliminació sembla tenir èxit gràcies a l'ajut de tothom, però una banya que comença a sonar al bosc fora de la comunitat ho fa tot a trossos. El so va ser causat per un camió que s'havia estavellat a l'interior de les parets: un grup de supervivents, anomenats "Wolves" (Llops), havien assetjat Alexandria, matant brutalment els habitants que no havien participat en el pla de Rick. Els llops són rebutjats per la rereguarda deixada a la comunitat, gràcies sobretot a la intervenció de Carol, que sola aconsegueix matar a la majoria, però ara el dany està fet i el ramat es dirigeix cap a Alexandria. El grup de Rick està separat a causa de l'horda de caminants i el sheriff recorre els seus passos ràpidament per advertir a tothom del perill i reforçar les defenses. A la tornada, es veu obligat a matar un grapat de llops que Morgan havia perdonat la vida després de l'atac, cosa que el porta a nous desacords amb l'home que el va salvar durant la primera temporada. La comunitat té èxit en la seva intenció, i fins i tot si durant uns dies es veu obligada a conviure amb la intenció dels vagabunds de trencar les parets, la calma torna lentament a l'espera dels homes restants que s'havien vist obligats a separar-se de la resta de la grup (entre els quals hi ha Daryl, Abraham, Sasha, Glenn i Enid). La seva relació amb Jessie comença a ser cada vegada més íntima i més tard Deanna li mostra els plans d'expansió fronterera d'Alexandria. La calma dura poc perquè els viatgers, després d'un llarg setge, aconsegueixen trencar les parets i abocar-se a la comunitat. Molta gent perd la vida, inclosa Deanna i Rick, refugiant-se en una de les cases amb Carl, Judith, Michonne, el pare Gabriel, Jessie i els seus fills, decideixen explotar la mateixa astúcia que va utilitzar a Atlanta per fondre's amb l'horda. sense molèsties. El grup està cobert amb les entranyes de cadàvers, fugint entre els vagabunds. El pare Gabriel porta Judith amb seguretat a la seva església, mentre que el petit fill de Jessie, Sam, té un atac de pànic que els costa cobrir. Els caminants descobreixen l'engany i devoren tant Sam com Jessie. L'altre fill de la dona, Ron, que encara tenia rancor contra Rick per matar el seu pare, li assenyala una pistola, sent perforat per Michonne per última vegada i assassinat, però no abans que es dispari i colpeja Carl en un ull. El noi cau a mort, mentre Rick i Michonne el porten desesperadament a Denise, el metge d'Alexandria, perseguit pels caminants. Rick, commocionat per la sort del seu fill, torna a sortir sol, agafat amb un matxet i matant els vagabunds, i se li van unint progressivament tots els combatents d'Alexandria, fins i tot els que s'havien separat anteriorment. Lluitant junts, aconsegueixen enderrocar tots els vagabunds i finalment rebutgen l'amenaça que els havia oprimit des de feia temps. Rick, al costat del llit del seu fill, li demana que no mori per mostrar-li el futur que els té reservat, complint el desig de Deanna ampliant els límits, sent satisfet mentre el noi es desperta d'un coma, fins i tot si l'ull ja havia desaparegut perdut per sempre.
Dos mesos després, Alexandria es reconstrueix lentament, Carl s'ha recuperat completament i està vinculat amb Michonne. En una gira de reconeixement amb Daryl, troben un home sobrenomenat "Jesus" en el seu camí. Sense confiar-hi en absolut, l'agafen després d'intentar robar la furgoneta de subministraments. A Alexandria, descobreixen de Jesus l'existència d'una segona comunitat similar a la seva de la qual provenia, anomenada Hilltop. Rick i un grup d'homes arriben a aquesta nova comunitat per iniciar negociacions comercials que els haurien beneficiat a tots dos, deixant aquesta posició a Maggie, la proximitat de la qual amb Deanna havia desenvolupat un bon talent diplomàtic. Gregory, líder de Hilltop, els adverteix sobre la presència d'una gran banda de supervivents anomenada "Saviors". Aquestes persones, dirigides per un home anomenat Negan, solien reclamar la meitat dels subministraments que posseïa una comunitat per garantir la seva protecció contra els caminants; més que una promesa en realitat era una reivindicació, ja que els salvadors van matar sense escrúpols aquells que es van negar o no van poder pagar l'homenatge. De fet, poc després arriben els homes d'atac de Negan que tenien el propòsit de matar Gregory per falta de pagament. El líder és apunyalat però Rick aconsegueix aturar els assassins i matar-los. Per consolidar les relacions amb la colònia Hilltop, Rick es fa voluntari per rastrejar i matar a tots els salvadors. Amb l'ajut de Jesús i Andy (un altre resident de la colònia) arriben a una de les seves bases, aconseguint infiltrar-se i matar els residents. L'únic problema arriba quan Carol i Maggie són capturades per un grapat de salvadors, fins i tot si les dues dones aconsegueixen alliberar-se i escapar per si soles, reforçant la creença de Rick que els salvadors no eren massa nombrosos i organitzats per tant, la seva amenaça s'eliminaria fàcilment. Tanmateix, aquesta creença es desprova més tard quan un grup d'enemics dirigits per Dwight (un dels millors respatllers de Negan) s'acosta molt a Alexandria, matant fins i tot la doctora Denise i fent presoners a Glenn, Daryl, Rosita i Michonne. Carol, poc després, decideix abandonar Alexandria perquè ara ha arribat al punt d'haver matat tantes persones que ja no pot continuar fent-ho, fent-se incapaç d'ajudar ningú. Rick i Morgan marxen immediatament per trobar-la i, durant el viatge, els dos tenen l'oportunitat d'aclarir i fer les paus definitivament: Morgan demana a Rick que torni a témer un nou atac dels Salvador, assegurant-li que trobaria a Carol a qualsevol preu. De tornada a Alexandria, l'embaràs de Maggie condueix a una febre severa i, en absència d'un metge després de la mort de Denise, juntament amb Abraham, Eugene, Aaron, Carl i Sasha decideixen escortar-la al metge Hilltop. Al llarg del camí, però, el seu campista es veu obligat a desviar-se a causa d'uns punts de control de Salvatori armats fins a les dents. Per tant, el grup ha d'amagar-se necessàriament en una clariana i, tot i que decideix continuar a peu, es troba de sobte envoltat d'un gran nombre d'enemics. Dwight els mostra els presoners i, finalment, Rick, Carl, Michonne, Daryl, Glenn, Maggie, Abraham, Rosita, Eugene, Sasha i Aaron es troben agenollats davant del propi líder dels Salvadors, Negan, que finalment fa la seva aparició : Per primera vegada en molt de temps, Rick té por. Després que Negan decideixi que Alexandria, com Hilltop, haurà de pagar la meitat dels subministraments a ell i als seus homes, ell decideix matar-ne un amb el seu Lucille (un bat de beisbol cobert amb filferro de pues) com a càstig més tard. havien matat. Després d'un macabre recompte, Negan tria la víctima designada entre els onze agenollats: l'escena es mou des del punt de vista de la víctima, que veu impotent com Negan el mata amb els cops de Lucille, fins als crèdits que permeten escoltar el so del crani que es trenca.

### Setena temporada
Resulta que qui és massacrat és Abraham. Després d'això, Glenn també pateix el mateix destí. Rick en pena per la pèrdua dels seus companys promet a Negan que el matarà. El vilà el porta amb ell a l'autocaravana fins que arriben al lloc on havien penjat l'home que van conèixer durant el camí i Negan ordena a Rick que recuperi la seva destral. Tornant a la clariana dels altres per provar Rick, Negan li ordena que talli el braç del seu fill o bé hauria matat a tots els supervivents restants. Quan Rick està a punt de rendir-se, el seu enemic el deté, que reitera el que ja ha dit i és que ell i els supervivents haurien pertangut a ell, llavors se'n va amb Daryl. Per a Rick és l'inici d'un període molt trist: durant la primera visita de Negan a Alexandria, es veu obligat a veure buidades totes les cases i a tots els habitants privats de la seva dignitat desemparats. Tot i que alguns, entre ells Carl, Rosita, Michonne, intenten animar-lo a lluitar, continua sent la idea d'obeir Negan per salvaguardar les persones que estima. Després de la mort de Spencer i Olivia, però, decideix lluitar demanant ajuda a Gregory (líder de Hiltop) que es nega i després a Ezekeil (líder del regne), que no està convençut que el vulgui ajudar. De tornada a Alexandria, descobreixen que Gabriel ha estat segrestat, però aconsegueixen tornar a la seva pista i fer el coneixement de Jadis i la seva comunitat d'abocadors; després d'una llarga discussió amb la dona, el líder aconsegueix forjar una aliança amb elles a canvi d'armes i llaunes de mongetes. Més tard s'assabenta de Tara de l'existència de la comunitat Oceanside a la qual va i al principi amb la força, després amb el seu consentiment, pot recuperar les seves armes. De tornada a Alexandria, troba a Dwight tancat en una cel·la per Rosita, que proposa convertir-se en el seu espia, advertint-los de l'arribada de Negan l'endemà. A Alexandria, Jadis i la seva comunitat també estan disposats a ajudar-los, però a l'arribada de Negan es descobreixen traïdors. Sembla que el final va arribar quan Negan anuncia que mataria Carl i que es trencaria les mans amb Lucille. A l'últim moment, les comunitats de Hiltop i el regne els ajuden i els salvadors són fugits.

### Vuitena temporada
A la vuitena temporada, Rick comença la guerra contra els salvadors després d'unir-se Hilltop, The Kingdom i OceanSide. Després de moltes baralles amb Negan, Negan ataca Alexandria bombardejant-la. Alexandria contraataca i Rick s'enfronta personalment a Negan en un violent enfrontament físic en què Rick es lesiona a la cama. Després de retirar-se els Saviors, Rick es reuneix amb tots els ciutadans supervivents, però, horroritzat, descobreix que Carl va ser mossegat quan va ajudar a Siddiq. Rick, entre llàgrimes, es veu obligat a veure morir el seu fill i després suïcidar-se per evitar errar. Al cap i a la fi, Rick promet venjança absoluta. S'enfronta a Negan en l'enfrontament final al final de la temporada i gràcies a Eugene, les 4 comunitats derroten els salvadors i Rick xoca amb Negan per última vegada i, quan sembla que està proposant acabar la guerra per complir la seva promesa de Carl, Rick es talla la gola amb un tros de vidre i el derrota. Tot i que Negan és la causa de la mort de molts membres del grup, inclòs Glenn, Rick no el mata, però el tanca en una cel·la, però, desencadenant la fúria de Maggie que farà tot per venjar-se.

### Fear the Walking Dead
Temps després de la derrota de Negan, Rick arriba a Morgan intentant convèncer-lo de tornar junts a Alexandria, però no ho aconsegueix.

### Novena temporada
A la novena temporada, després de dos anys del final de la guerra contra els salvadors, Rick fa servir totes les seves forces per fer col·laborar totes les comunitats i crear així el futur que tant volia mostrar al seu fill, però a causa de diversos conflictes interns, el projecte de Rick fracassa. L'home té un xoc amb Daryl amb qui fa les paus immediatament, però una horda de caminants els separa i Rick queda greument ferit per endur-se'ls. Incapaç de fer una altra cosa, Rick condueix els zombis al pont que se suposava que connectaria les comunitats per fer-lo col·lapsar juntament amb les criatures, però sense resultat. Rick gairebé moribund veurà alguns dels seus companys passats en algunes al·lucinacions (precisament Shane, Hershel i Sasha), i en un moment de coratge farà explotar el pont i el ramat. El xèrif implicat en l'explosió es salva miraculosament i és rescatat per Anne que, juntament amb el pilot del misteriós helicòpter, el porta a un destí desconegut.

### Onzena temporada
L'última escena de la temporada revela que Rick, fugint del CRM, un temps abans va deixar les seves possessions al vaixell que Michonne anys després hauria trobat a l'illa de Bloodsworth. Rick va escriure un missatge a Michonne en aquella ocasió, abans de ser trobat per un helicòpter CRM que el va obligar a rendir-se, amb un somriure a la cara.

## Perfil
Rick al principi va prometre ajudar a tots els supervivents de l'apocalipsi, però després de matar Dave i Toni demostra que ja no vol complir la seva promesa. Durant la guerra contra el governador es torna boig volent matar-lo a qualsevol preu. A Terminus mata a tots els residents sense pietat. Rick intenta explicar a Morgan que si no mata posa en perill els altres. Durant la guerra contra els salvadors voldrà matar a Negan. Rick canvia d'opinió de Carl intentant tornar-lo a la manera com ho feia abans.